# Xã Rochester, Quận Kingman, Kansas
Xã Rochester (tiếng Anh: Rochester Township) là một xã thuộc quận Kingman, tiểu bang Kansas, Hoa Kỳ. Năm 2010, dân số của xã này là 168 người.